# Torre della Pelosa
La torre della Pelosa è una torre che fa parte del complesso di strutture fortificate che, dal XVI sino alla metà del XIX secolo, hanno costituito il sistema difensivo, di avvistamento e di comunicazione della fascia costiera della Sardegna. È situata su un isolotto posto tra l'Isola Piana e capo Falcone proprio all'ingresso dello stretto dell'Asinara, posizione strategica per il controllo del traffico delle imbarcazioni che dal "mare di fuori" si dirigevano verso la costa bassa e sabbiosa del golfo dell'Asinara, facilmente violabile in caso di assalto alle comunità rivierasche della zona. È in contatto visivo con le torri dell'Isola Piana e di capo Falcone.
La torre prende il nome dalla vicina spiaggia chiamata originariamente "Sa palosa", probabilmente per la presenza di paglia marina (alghe) che vi si deposita in abbondanza. Ha forma troncoconica, un diametro alla base di 16 m, un'altezza di 10 m e uno spessore del muro perimetrale di circa 2,5 m. È costruita con la pietra della zona, scisto, e si trova ad una quota di tre metri s.l.m.m. Il boccaporto è collocato a sei metri dal suolo e, come per la gran parte delle torri costiere della Sardegna, l'accesso alla torre avveniva con l'ausilio di scale in corda o a pioli che, in caso di pericolo potevano essere ritratte con facilità.
La camera presenta una volta a fungo sostenuta da un pilastro centrale ed è divisa in tre vani, ciascuno di essi dotati di feritoia; alla sinistra del boccaporto, ricavata all'interno del muro perimetrale, è presente una stretta e ripida scala grazie alla quale si accede alla terrazza o piazza d'armi. Sopra la terrazza era presente la cosiddetta "mezzaluna", una struttura leggera dalla forma di semicerchio fatta di coppi e canne, che poggiava sul parapetto, realizzata per dare riparo ai soldati e alle munizioni.
La torre della Pelosa venne edificata con certezza prima del 1578, data in cui, in un documento a firma del viceré De Moncada, già si parla della necessità di intervenire per delle riparazioni. Altri documenti riportano che la tipologia della torre era del tipo de armas o gagliarda, cioè di difesa pesante e che la guarnigione a presidio era formata dal comandante, l'alcaide, un artigliere e tre o quattro soldati i quali avevano a disposizione un armamento composto da tre cannoni di grosso calibro, una spingarda e alcuni fucili.
La torre fu dismessa nel 1846, quattro anni dopo la soppressione della Reale amministrazione delle torri, l'istituto che gestiva il sistema difensivo costiero dell'isola.